# Cenotáfio

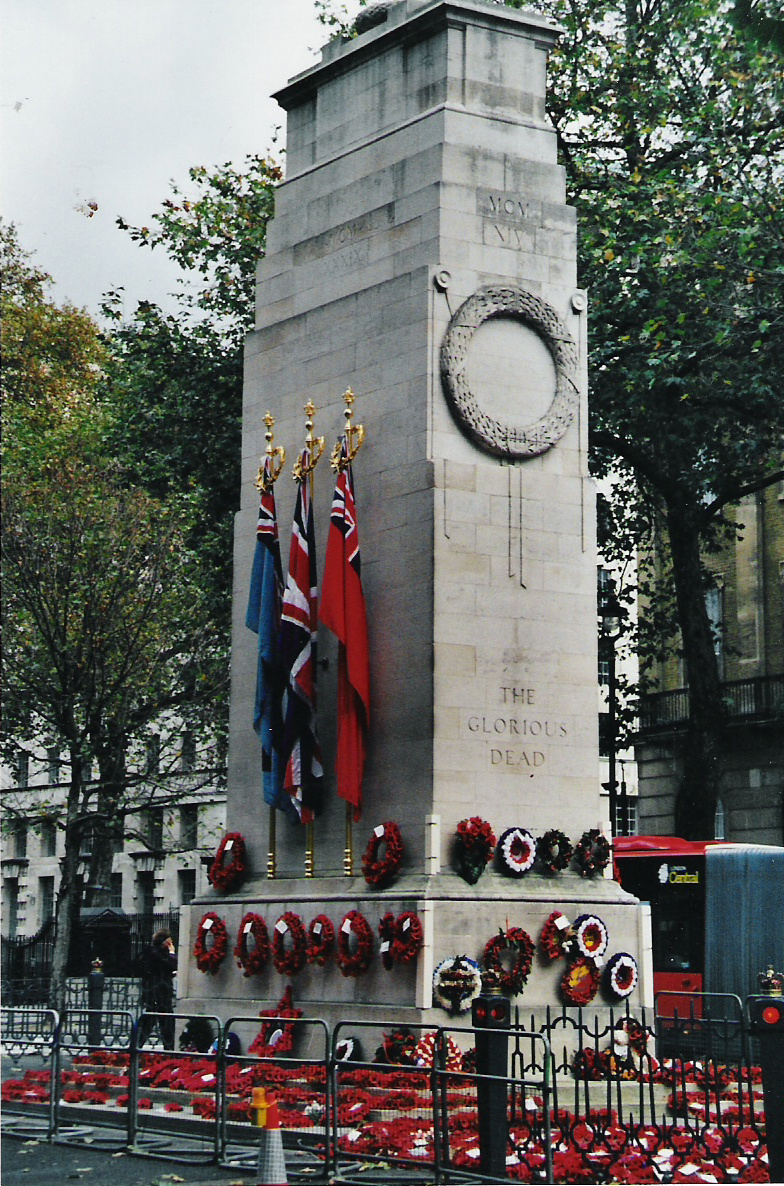
Cenotáfio em Whitehall, Londres
The Glorious dead

Cenotáfio (do latim tardio cenotaphium, do grego κενοτάφιον, composto de κενός "vazio" e τάφος "tumba") é um memorial fúnebre erguido para homenagear alguma pessoa ou grupo de pessoas cujos restos mortais estão em outro local ou estão em local desconhecido.
Há diversos cenotáfios pelo mundo. Em Portugal no Panteão Nacional são evocadas através de cenotáfios várias personalidades. Porém, o mais invulgar e interessante cenotáfio existente em Portugal é a Capela Carlos Alberto, em homenagem ao rei Carlos Alberto da Sardenha, no Porto.
No Brasil um exemplo de cenotáfio é aquele dedicado aos Inconfidentes no Museu da Inconfidência, em Ouro Preto, Minas Gerais.
No Cemitério Central de Viena, na Áustria, encontra-se o cenotáfio de Wolfgang Amadeus Mozart.
Em Londres, existe um no centro de Whitehall construído em 1920 por sir Edwin Lutyens para homenagear os mortos da Primeira Guerra Mundial.
Um conjunto impressionante de cenotáfios encontra-se perto de Hebron - Israel - no edifício construído pelo rei Herodes, o Grande, e conhecido como "Túmulos dos Patriarcas e das Matriarcas". O local, que os cruzados transformaram em igreja cristã, foi depois tornado uma mesquita com quatro minaretes. Atualmente, o edifício é metade sinagoga e metade mesquita. Nele se encontram os cenotáfios de Adão e Eva, de Abraão e Sara e Isaac.
No Ceará, o maior cenotáfio do estado fica no município de Pacoti, no maciço de Baturité. O templo foi construído pelo comendador Ananias Arruda, em homenagem à sua esposa Donaninha Arruda.[carece de fontes?].